# Mlirip
Mlirip is een bestuurslaag in het regentschap Mojokerto van de provincie Oost-Java, Indonesië. Mlirip telt 6389 inwoners (volkstelling 2010).